# Monte Tambura
Il Monte Tambura è una montagna di 1895 metri, la seconda per altezza della catena delle Alpi Apuane, al confine tra la Provincia di Lucca e la Provincia di Massa e Carrara, compreso nel territorio del Parco naturale regionale delle Alpi Apuane con la vetta che si trova nel comune di Vagli di Sotto.
Su questa montagna insistono alcune storiche ed importanti cave di marmo pregiato.

## Accesso alla vetta

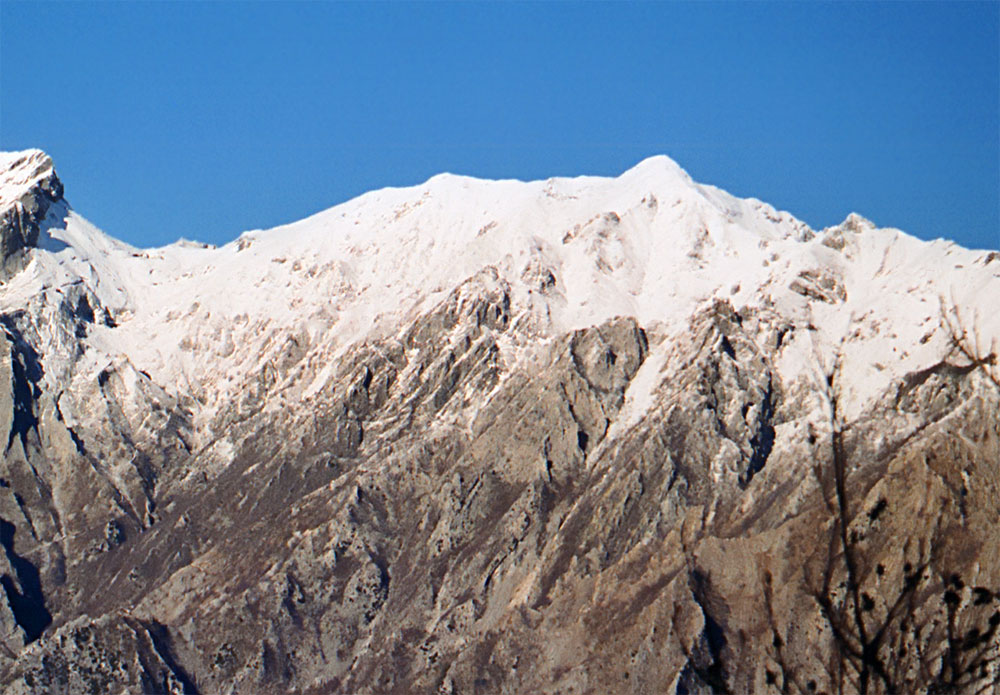
Il Monte Tambura innevato

Sul Passo della Focolaccia (1659 metri) si trova lo storico bivacco Aronte (il nome deriva dall'indovino etrusco Arunte, citato anche nella Divina Commedia).
In prossimità, poco prima di raggiungere il passo della Tambura (1634 metri), sulla Via Vandelli, si trova anche il rifugio Nello Conti. Al passo arriva anche la Ferrata Vecchiacchi.
Questa ferrata, costruita nei primi anni '70 del Novecento, è attualmente (ultima verifica maggio 2016) inagibile: il cavo metallico è rotto o sciupato in più punti e la generale franosità del terreno sovrastante e la presenza di animali selvatici che possono smuovere e far cadere sassi la rende decisamente pericolosa.
Vi si trova inoltre l'abisso Roversi, il più profondo d'Italia, con un dislivello di -1360 metri, quindi con il fondo a 460 mslm.
Per raggiungere dal lato della costa il passo della Tambura, partendo da Resceto (frazione del comune di Massa che si trova a 465 metri di altitudine), possono essere utili la Via Vandelli (vedi sentiero del C.A.I. 35), di facile percorrenza, e altri sentieri che rimangono più a Nord, ma che sono più impervi e impegnativi (vedi sentieri del C.A.I. 166 e 166 bis), non tanto per le difficoltà tecniche, inesistenti, quanto per la ripidità, seguendo essi direttamente vie di lizza.
Arrivati al passo si lasciano questi sentieri e si prosegue con il sentiero di vetta (vedi sentiero del C.A.I. 148) per gli ultimi 350 metri di dislivello (sentiero EE).
L'accesso dalla Garfagnana è più agevole, partendo dai 900 metri dalla località Arnetola, poco dopo il paese di Vagli di Sopra, nel comune di Vagli di Sotto. Il percorso segue il sentiero CAI 35, che in gran parte percorre la Via Vandelli e raggiunge il passo della Tambura. Altro accesso: da Campocatino (1003 m), percorrendo il sentiero CAI 147 fino al raccordo con il 35 che sale al passo della Tambura.
Trattasi, ad ogni modo, di quella più facile da raggiungere fra le principali vette apuane, sia da Nord (passo della Focolaccia) che da Sud (passo della Tambura), non presentando alcuna difficoltà tecnica né esposizione.

## Citazioni
Dante Alighieri nella Divina Commedia all'interno del canto XXXII dell'Inferno dal verso 22 al 28 cita il Monte Tambura e il Monte Pania, altro massiccio delle Alpi Apuane.
(Dante Alighieri, canto XXXII dell'Inferno, Divina Commedia)
Dante infatti si trova nella nona cerchia dell'Inferno (Cocito) e, per indicare lo spessore dello strato di ghiaccio nel quale sono rinchiusi fino alla testa i traditori, afferma che il ghiaccio non si sarebbe spezzato nemmeno facendoci precipitare sopra il Monte Tambura ("Tambernicchi") e la Pania della Croce ("Pietrapana").